# Said al-Uwairan
Saʿid al-ʿUwairan (arabisch سعيد العويران, DMG Saʿīd al-ʿUwairān, nach englischer Umschrift häufig Saeed al-Owairan, auch ohne Artikel Owairan; * 19. August 1967) ist ein ehemaliger saudi-arabischer Fußballspieler.

## Karriere

### Verein
al-Uwairan spielte in seiner gesamten Profikarriere ausschließlich für Al-Shabab, einen Verein aus der Hauptstadt Riad. Aufgrund seines Talents waren auch europäische Klubs an seiner Verpflichtung interessiert, allerdings war es saudi-arabischen Spielern gesetzlich untersagt, im Ausland zu spielen.

### Nationalmannschaft
Er spielte 75-mal für Saudi-Arabien, wobei ihm 24 Treffer gelangen. Mit der Nationalmannschaft nahm er an den Weltmeisterschaften 1994 und 1998 teil.
Weltweit bekannt wurde er durch sein Tor gegen Belgien bei der Weltmeisterschaft 1994, als er nach einem Solo über den halben Platz vier gegnerische Spieler ausspielend traf. Dieses Tor wurde bei einer Internetabstimmung zur Bestimmung des WM-Tors des Jahrhunderts durch die FIFA auf den sechsten Platz gewählt. Anschließend gab man ihm den Spitznamen „Wüstenmaradona“ und im selben Jahr wurde al-Uwairan zu Asiens Fußballer des Jahres gewählt, nachdem er bereits im Jahr 1993 Welttorjäger geworden war.

## Privates
Während des Ramadan 1996 wurde Uwairan wegen Alkoholkonsums von der saudischen Polizei verhaftet und in der Folge für ein Jahr gesperrt. Nach seiner Sperre lief er wieder für Al-Shabab und das Nationalteam auf, für das er am FIFA-Konföderationen-Pokal 1997 und an der Fußballweltmeisterschaft 1998 teilnahm.